# Ясенове (Полтавська область)
Ясенове — село, Шилівська сільська рада, Зіньківський район, Полтавська область, Україна.
Населення за даними 1984 року становило 10 осіб.
Село ліквідоване 1988 року.

## Географія
Село Ясенове розташоване за 1 км від села Стрілевщина. Селом проходить автомобільна дорога Т 1706.

## Історія
- 1988 — село ліквідоване[1].